# Something from Tiffany's
Something from Tiffany's (en castellano Algo de Tiffany's) es una película navideña estadounidense de comedia romántica dirigida por Daryl Wein, escrita por Tamara Chestna, y protagonizada por Zoey Deutch, Kendrick Sampson, Ray Nicholson y Shay Mitchell. Está basada en la novela del mismo nombre de Melissa Hill.
La película fue estrenada el 9 de diciembre de 2022, por Amazon Studios vía Prime Video.

## Sinopsis
Rachel Meyer (Deutch) es una neoyorquina que, después de que su novio Gary (Wilson) es atropellado por un automóvil afuera de una tienda de Tiffany & Co., asume erróneamente que quiere casarse tras encontrar una caja de anillos entre sus pertenencias. Sin que ella lo supiera, la caja se confundió con uno de los hombres que le prestó primeros auxilios, Ethan Greene (Sampson).
En agradecimiento por salvar a su novio, Rachel invita a Ethan a su panadería, donde los dos pasan un buen rato. En Navidad, cuando ambos abren sus respectivas cajas, la confusión es descubierta por Ethan, quien permanece en silencio porque a su novia Vanessa (Mitchell) le gustan los aretes que compró Gary. Gary, por otro lado, que sufre amnesia por el accidente, cree que realmente compró el anillo y le hace una propuesta a Rachel. Al día siguiente, Ethan intenta reunirse con Gary para recuperar el anillo y poder finalmente proponerle matrimonio, pero ya que este se encontraba atrapado en el trabajo, acaba pasando la noche con Rachel. Al día siguiente, Gary se niega a devolver el anillo.
Cuando Rachel va a la tienda en busca de consejos, descubre que el anillo en realidad lo compró Ethan. Gary revela que inmediatamente supo que el anillo no era suyo, pero se dio cuenta de que quería casarse con ella, por lo que siguió adelante con la propuesta. Interrogado por Rachel, dice que todavía quiere casarse con ella. Rachel se encuentra con Ethan en su panadería y le dice que Gary le devolverá el anillo, después de lo cual finalmente podrá hacerle su propuesta a Vanessa.
En la víspera de Año Nuevo, se revela que Gary conoció a Rachel porque estaba en camino a tener una relación, lo que provocó que ella rompiera con él. Cuando Ethan y Vanessa llegan simultáneamente, esta última se da cuenta de que Ethan le mintió durante días y se marcha enfadada. Durante su discusión, se dan cuenta de que tienen diferentes planes para el futuro y también deciden separarse.
Ethan y Rachel se reencuentran y se besan, iniciando una relación. Un año después, en Nochebuena, Ethan le propone matrimonio con el anillo que perdió accidentalmente un año antes.

## Reparto
- Zoey Deutch como Rachel Meyer.
- Kendrick Sampson como Ethan Greene.
- Ray Nicholson como Gary Wilson.
- Shay Mitchell como Vanessa.
- Leah Jeffries como Daisy Greene.
- Jonica T. Gibbs como Terri Blake.
- Javicia Leslie como Sophia.
- Chido Nwokocha como Brian Harrison.
- Michael Roark como David.

## Producción
El 30 de octubre de 2021, se informó que Zoey Deutch protagonizaría y sería productora ejecutiva de la película, basada en la novela del mismo nombre de Melissa Hill. La película sería producida por Reese Witherspoon y Lauren Neustadter para Hello Sunshine, en coproducción con Amazon Studios.
En diciembre de 2021, se informó que Kendrick Sampson, Ray Nicholson, Shay Mitchell y Leah Jeffries se habían unido al elenco. En febrero de 2022, se unieron Jonica T. Gibbs, Javicia Leslie, Chido Nwokocha, Stephanie Shepherd y Michael Roark al elenco.
La fotografía principal comenzó en diciembre de 2021 en Nueva York.